# Holcosus niceforoi
Holcosus niceforoi — вид ящірок родини теїдових (Teiidae). Ендемік Колумбії.

## Поширення і екологія
Holcosus niceforoi мешкають в Колумбійських Андах в департаментах Кундінамарка і Толіма. Вони живуть в сухих і вологих тропічних лісах, на полях і в садах. Зустрічаються на висоті від 225 до 1300 м над землею.